# Bdelloida
Sous-classe
Les Bdelloidea (les bdelloïdes en français) sont une sous-classe de l'embranchement des rotifères.
Les rotifères bdelloïdes sont des organismes microscopiques, dont la longueur varie entre 150 et 700 µm. La plupart sont trop petits pour être visibles à l’œil nu, mais peuvent être observés à l'aide d'une simple lentille grossissante.

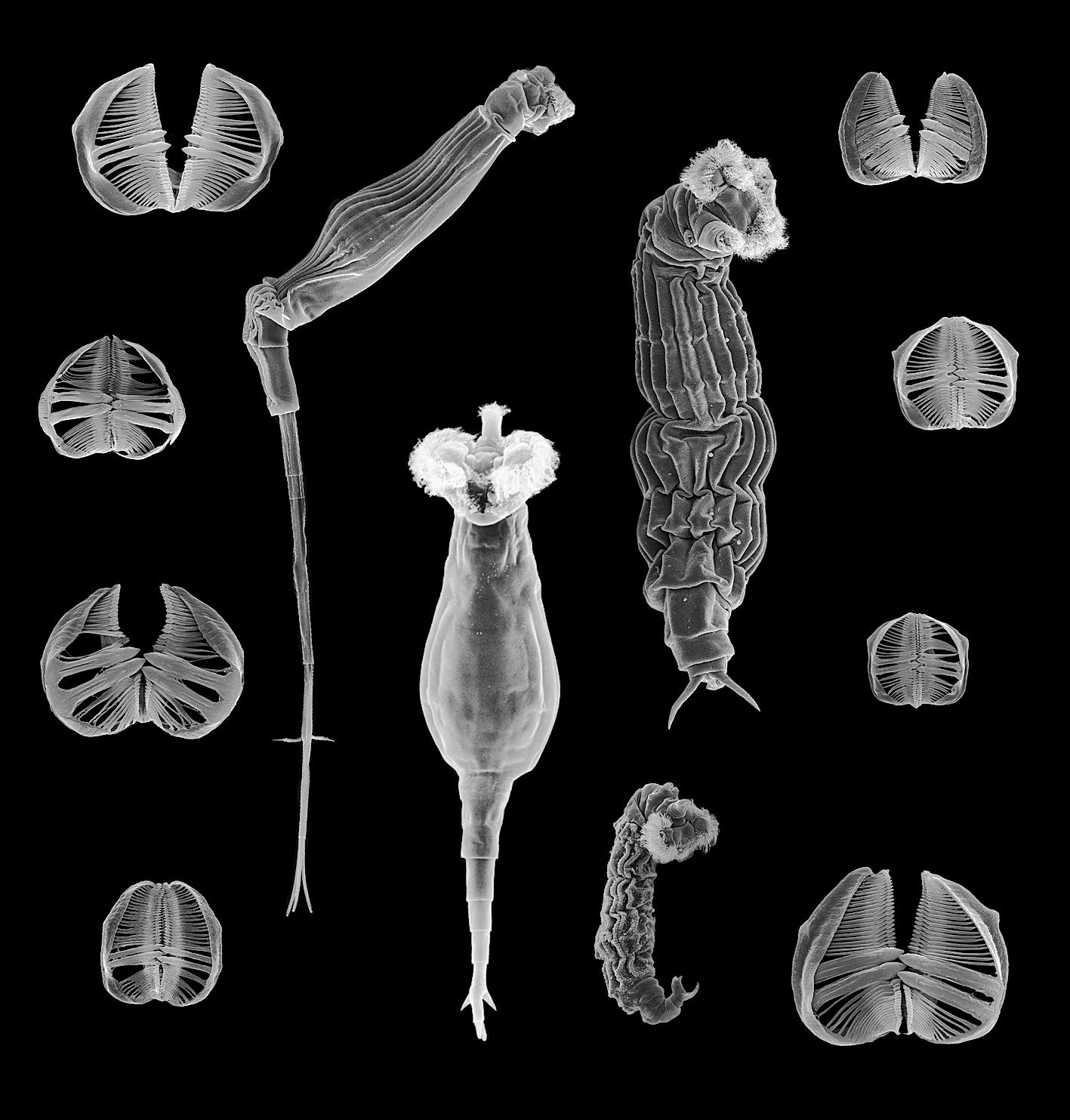
Vues prises au microscope électronique montrant la variation morphologique des rotifères bdelloides et de leurs « mâchoires ».

## Systématique
La sous-classe des Bdelloidea est attribuée en 1884 au naturaliste anglais Charles Thomas Hudson (d) (1828-1903).
Le Système d'information taxonomique intégré ITIS considère le terme Bdelloida désignant la classe comme non valide (voir ci-dessous).

## Généralités
Les Bdelloidea représentent quatre familles et plus de 450 espèces connues au sein des rotifères. Ils vivent principalement dans l'eau douce et dans les sols humides. Ils sont caractérisés par leur morphologie typique : bouche, tronc et pied ; et une locomotion souvent rampante.

## Habitat
Les Bdelloidea sont très résistants et peuvent survivre dans de nombreux habitats, surtout en eau douce, dans la mousse humide ou dans la terre humide.

## Mode de reproduction asexué
Les bdelloïdes ont un mode de reproduction asexué. Cette découverte, faite dans les années 1950, a remis en cause l'idée que le brassage génétique est la seule méthode pour assurer une diversité génétique propre à assurer l'adaptation au milieu, et donc de ne pas éteindre l'espèce dans le temps. Des reproductions par parthénogenèse existent chez certaines espèces, comme des lézards, des grenouilles ou des poissons mais seulement dans certains cas atypiques et en parallèle d'une reproduction sexuée.
Or, les bdelloïdes n'ont que la reproduction asexuée et sont toutefois présents sur terre depuis au moins 40 millions d'années. La réalité même de ce type de reproduction a été contestée jusqu'à ce qu'une étude publiée le 21 juillet 2013, prouve que les gènes des bdelloïdes ne sont pas conçus pour être divisés par méiose en gamètes. Il en découle que la reproduction asexuée est la seule possible, et qu'il n'y a pas de « mâles cachés ».
L'étude révèle ensuite que les gènes des bdelloïdes sont capables de corriger les mutations qui pourraient augmenter l'apparition de maladies, et qu'ils sont également capables d'absorber une partie de l'ADN d'organismes externes tels les bactéries, champignons, plantes pour recréer une forme de diversité génétique. D'autres organismes (bactériens notamment) sont capables d'intégrer de l'ADN « exogène », mais il est présent chez les bdelloïdes selon l'étude jusqu'à 8 %, ce qui est plus que n'importe quel autre organisme étudié à ce jour.

## Liste des familles
Selon Catalogue of Life (20 juin 2013) et ITIS (20 juin 2013) (partim in World Register of Marine Species (20 juin 2013)) :
- famille des Adinetidae Hudson & Gosse, 1889 ;
- famille des Habrotrochidae Bryce, 1910 ;
- famille des Philodinavidae Harring, 1913 ;
- famille des Philodinidae Ehrenberg, 1838.

#### Sous-classe des Bdelloidea
- (en) Animal Diversity Web : Bdelloidea (consulté le 20 juin 2013)
- (en) Catalogue of Life : Bdelloidea (consulté le 20 juin 2013)
- (en) Fauna Europaea : Bdelloidea (consulté le 17 mars 2023)
- (fr + en) ITIS : Bdelloidea Hudson, 1884 (consulté le 20 juin 2013)
- (en) WoRMS : Bdelloidea Hudson, 1884 (+ liste espèces) (consulté le 20 juin 2013)

#### Classe des Bdelloida (non valide)
- (fr + en) ITIS : Bdelloida Non valide (consulté le 20 juin 2013)